# Авиационные происшествия 1998 года
В данном списке перечислены происшествия в гражданской и военной авиации, произошедшие в 1998 году и повлёкшие за собой потерю летательного аппарата и/или человеческие жертвы.
В графе «Жертвы» через косую черту указаны число погибших/число выживших (например, 5/1 — 5 погибших, 1 выживший). Все происшествия представлены в хронологическом порядке, могут быть отсортированы по типу летательного аппарата и по эксплуатанту.
Список составлен на основе открытых источников, является неполным и может содержать неточности.

## Гражданская авиация

### Самолёты
| Дата        | Тип ЛА                        | Эксплуатант                  | Номер      | Место                                            | Жертвы   | Примечания                                                                                 |
| ----------- | ----------------------------- | ---------------------------- | ---------- | ------------------------------------------------ | -------- | ------------------------------------------------------------------------------------------ |
| 27 января   | Fokker F-27 Friendship 600    | Myanma Airways               | XY-AES     | Тандве, Мьянма                                   | 16/29    | Отказ двигателя при взлёте.                                                                |
| 2 февраля   | McDonnell Douglas DC-9-32     | Cebu Pacific Air             | RP-C1507   | близ Кагаян-де-Оро, Филиппины                    | 104/0    | Столкновение с горой.                                                                      |
| 16 февраля  | A300B4-622R                   | China Airlines               | B-1814     | Таоюань, Китайская Республика                    | 7+196/0  | Упал на жилые дома из-за ошибки экипажа. На земле погибло 7 человек. См. отдельную статью. |
| 19 марта    | Boeing 727-228                | Ariana Afghan Airlines       | YA-FAZ     | Кабул, Афганистан                                | 45/0     | Разбился в горах в сложных метеоусловиях.                                                  |
| 20 апреля   | Boeing 727-230/Adv            | Air France                   | AF422      | гора Сьерро-эль-Кабле, 10 км от Боготы,Колумбия  | 53/0     | Столкновение с горой из-за дезориентации экипажа. См. отдельную статью.                    |
| 25 мая      | Як-40                         | Lao Aviation                 | RDPL-34001 | Сиангкхуанг, Лаос                                | 26/0     | Разбился при заходе на посадку в сложных метеоусловиях.                                    |
| 26 мая      | Harbin Yunshuji Y-12 II       | MIAT Mongolian Airlines      | JU-1017    | Эрденет, Монголия                                | 28/0     | Перегруз.                                                                                  |
| 30 июля     | Beechcraft 1900D              | Proteus Airlines             | F-GSJM     | Бискайский залив                                 | 15/0     | Столкновение в воздухе. См. отдельную статью.                                              |
| 30 июля     | Cessna 177RG Cardinal         | частный                      | F-GAJE     | Бискайский залив                                 | 1/0      | Столкновение в воздухе. См. отдельную статью.                                              |
| 24 августа  | Fokker F-27 Friendship 600    | Myanma Airways               | XY-AEN     | Шан, Мьянма                                      | 36/0     | Врезался в холм.                                                                           |
| 26 августа  | Ан-12БП                       | Техавиасервис                | EW-11368   | Луанда, Ангола                                   | 13/0     | Разбился из-за проблем с двигателями.                                                      |
| 11 августа  | Ан-12Б                        | Вилюй                        | RA-12955   | Красноярский край, Россия                        | 13/0     | Разбился через 4 минуты после взлёта во время снегопада.                                   |
| 29 августа  | Ту-154М                       | Cubana de Aviación           | CU-T1264   | Кито, Эквадор                                    | 10+70/21 | Выкатился за пределы ВПП и врезался в дома. См. отдельную статью.                          |
| 2 сентября  | McDonnell Douglas MD-11       | Swissair                     | HB-IWF     | залив святой Маргарет, 56 км от Галифакса,Канада | 229/0    | Пожар на борту. См. отдельную статью.                                                      |
| 25 сентября | British Aerospace BAe-146-100 | Paukn Air                    | EC-GEO     | Мелилья, Испания                                 | 38/0     | Разбился при заходе на посадку из-за ошибок пилотов.                                       |
| 29 сентября | Ан-24                         | LionAir                      | EW-46465   | Манарский залив                                  | 55/0     | Предположительно сбит.                                                                     |
| 10 октября  | Boeing 727-30                 | Lignes Aériennes Congolaises | 9Q-CSG     | Кинду, ДР Конго                                  | 41/0     | Сбит.                                                                                      |
| 11 декабря  | Airbus A310-204               | Thai Airways International   | HS-TIA     | близ Сураттхани, Таиланд                         | 101/45   | Разбился при заходе на посадку. См. отдельную статью.                                      |

### Вертолёты
| Дата       | Тип ЛА | Эксплуатант                                       | Номер    | Место                                       | Жертвы | Примечания                                          |
| ---------- | ------ | ------------------------------------------------- | -------- | ------------------------------------------- | ------ | --------------------------------------------------- |
| 1 июня     | Ми-8Т  | центр авиапарашютных экспедиционных работ «Полюс» | RA-22927 | Антарктида                                  | 5/4    | Разбился при взлёте.                                |
| 1 июля     | Ми-8Т  | Бурятавиа                                         | RA-24646 | Самарта, Бурятия, Россия                    | 3/15   | Разбился при взлёте.                                |
| 30 июля    | Ми-8Т  | Киренское авиапредприятие                         | RA-24746 | Катангский район, Иркутская область, Россия | 6/10   | Разбился при посадке.                               |
| 30 августа | Ми-2   | аэроклуб «Aerobatika»                             | LY-HBW   | озеро Плателяй, Плунгеский район, Литва     | 11/0   | Разбился вскоре после взлёта. См. отдельную статью. |

## Государственная авиация

### Самолёты
| Дата      | Тип ЛА                 | Эксплуатант                 | Номер   | Место                 | Жертвы | Примечания                                                                                  |
| --------- | ---------------------- | --------------------------- | ------- | --------------------- | ------ | ------------------------------------------------------------------------------------------- |
| 13 января | Ан-32                  | Исламский Эмират Афганистан | н.д.    | близ Кветты, Пакистан | 51/0   | Экипаж изменил маршрут из-за сложных метеоусловий. Самолёт разбился из-за нехватки топлива. |
| 5 мая     | Boeing 737-282 Adv.    | ВВС Перу                    | FAP-351 | Андоас, Перу          | 75/13  | Разбился в горах при заходе на посадку в сложных метеоусловиях.                             |
| 12 мая    | Xian Yunshuji Y-7H-500 | ВВС Мавритании              | 5T-MAG  | Нема, Мавритания      | 39/3   | Разбился при наборе высоты.                                                                 |